# Prórroga (deporte)
La prórroga (referida también como prorrogación, alargue, tiempo extra, periodo extra, periodo suplementario, tiempo suplementario, suplemento, tiempo complementario o simplemente suplementario) es un mecanismo procedimental utilizado en diversas disciplinas deportivas para la resolución de situaciones de empate al concluir el tiempo reglamentario del encuentro. Este recurso es comúnmente implementado en deportes como el baloncesto y el béisbol, en los cuales el empate no se contempla como una conclusión válida del evento, procediendo a la continuación del juego mediante un periodo adicional. En el fútbol, especialmente en torneos de eliminación directa, la aplicación de este periodo extendido se torna imperativa, con el objetivo de asegurar un desenlace definitivo y varía en su duración y especificidad conforme a los protocolos normativos establecidos por las federaciones y entidades rectoras de cada disciplina.

## Fútbol
En el caso del fútbol, el Reglamento del International Board, cuya versión en español lo denomina oficialmente tiempo suplementario, establece que el mismo debe durar no más de dos tiempos de 15 min. c/u, con lo que el tiempo total de juego se lleva a 120 min. Gana el equipo que en esos 30 minutos agregados, haya logrado quebrar el empate, por lo que, durante la prórroga puede anotarse más de un gol. También se pueden añadir minutos extras a ambos tiempos suplementarios cuando están por finalizar. En caso de que no se rompa el empate, se recurre al procedimiento de tiros desde el punto penal; el cual consiste en una ronda de 5 penales por equipo, y si en caso ambos equipos ya patearon sus 5 penales c/u y siguen empatados, la serie continuará a con rondas de 1 (muerte súbita) hasta dar con el último lanzador, y si en caso ya patearon todos y el juego sigue igualado, la llave continuará nuevamente con el primer pateador, hasta dar con el vencedor.
La primera vez que este método se utilizó fue en la final del Campeonato Sudamericano 1919 entre Brasil y Uruguay. Ambas selecciones llegaron a la última fecha en el primer lugar con la misma cantidad de puntos y al enfrentarse terminaron empatados, con lo cual quedaron igualados en el primer lugar con la misma cantidad de puntos y debieron jugar un partido extra. Ese partido finalizó empatado a cero, por lo que se decidió que se jugaran dos tiempos suplementarios de 30 min. c/u, con lo que en total se jugaron 150 min., siendo hasta la fecha el partido —en general— más largo de la historia. Al finalizar el primer tiempo suplementario el partido seguía empatado a cero, y el gol del triunfo llegó recién a los 122 min. de juego (2 min. del segundo tiempo suplementario, anotado por Arthur Friedenreich). Cabe recordar que, por aquella época, el tiempo suplementario aún no había sido establecido de manera oficial por la FIFA, y también era norma generalizada que si la final de un torneo terminaba igualada, se jugase un segundo partido para definir al campeón y, de persistir el empate, se seguirían jugando más partidos hasta dar con el vencedor; pero, como el reglamento de la Conmebol lo exigía, el campeón del torneo sería el que obtuviera más puntos, y en caso de que dos selecciones terminaran igualadas en el primer lugar con la misma cantidad de puntos (no se tomaba en cuenta la diferencia de goles), debían definir al campeón en un único enfrentamiento. Por ese motivo se jugaron los dos tiempos suplementarios, y no otro partido definitorio.
Otros métodos que fueron utilizados son el gol de oro y el gol de plata. En el caso del gol de oro, una forma de la figura conocida como muerte súbita, cuando un equipo anota un gol en el tiempo extra, el partido finaliza automáticamente. En el caso del gol de plata, cuando un equipo anota un gol en el primer tiempo suplementario, este no concluye, sino que debe seguir jugándose, dándole chances al otro equipo de empatar, y en caso de que no lo logre antes de finalizar el primer tiempo suplementario, el partido se da por concluido. La diferencia entre el gol de oro y el gol de plata consiste en que el gol de oro puede ser anotado en cualquier momento del tiempo suplementario (o en el primer tiempo o en el segundo tiempo) y una vez anotado el partido se da por concluido, mientras que el gol de plata solo está disponible en el primer tiempo suplementario y de ser anotado el partido no concluye luego de su anotación, sino al finalizar el mismo. Actualmente estos métodos han sido abandonados oficialmente, desde 2004.
Otro método utilizado —aunque de vez en cuando— es aplicar la regla del gol visitante durante el tiempo suplementario. Sin embargo, este método sólo se utiliza las fases de eliminación directa por diferencia de goles a partidos de ida y vuelta, y únicamente en el partido de vuelta. Se aplica cuando ambos equipos están empatados en el resultado global con la misma cantidad de goles de visitante anotados por c/u en ambos partidos (el resultado en la ida y en la vuelta es el mismo). Esta regla puede aplicarse o no durante el tiempo suplementario —dependiendo del reglamento de la organización del torneo—; y en caso de aplicarse, si el partido termina empatado sin goles al finalizar los dos tiempos suplementarios, la llave se definirá mediante los penales; pero si el partido termina empatado con goles al finalizar los dos tiempos suplementarios, el equipo visitante será el clasificado o campeón —dependiendo de la fase que se haya jugado—.

## Fútbol sala
En el fútbol sala, se juegan 2 tiempos de 20 min. c/u, con lo cual harán 40 min. de juego en total. En partidos de eliminación directa, si un encuentro termina empatado, se jugarán 2 tiempos suplementarios de 5 min. c/u, con lo que harán 50 min. de juego en total. Y de persistir el empate, se recurrirá a la ronda de penales, la cual consiste en una ronda de 3 penales, y si en caso cada equipo ya pateó sus tres penales y el partido sigue empatado, la llave continuará con rondas de 1 (muerte súbita) hasta dar con el último pateador, y si en caso ya patearon todos y el juego sigue en empate, la serie continuará nuevamente con el primer lanzador, hasta dar con el ganador.

## Fútbol playa
El tiempo total de un partido en el fútbol playa es de 36 min. de juego, el cual está dividido en 3 tiempos de 12 min. c/u. Si un partido termina en empate luego de jugarse los 3 tiempos, se recurrirá a jugar 1 tiempo suplementario de 3 min., con lo cual harán 39 min. de juego. Y de persistir el empate, se recurrirá a la ronda de penales, la cual es directamente a muerte súbita (ronda de 1). Esta norma aplica para cualquier partido (así no sea de eliminación directa), ya que en el fútbol playa a diferencia del fútbol y el fútbol sala, no existen los partidos empatados —solo existen los partidos ganados y perdidos (así estos se definan por penales)—.

## Fútbol americano
Las reglas de la prórroga del fútbol americano varían según la liga. 
En la NFL, se estableció en 2012, una nueva regla para desempatar denominada "muerte súbita" (sudden death), aplicable a todos los partidos que finalicen el tiempo regular empatados. La regla se basa en el principio de que en el tiempo extra, los dos equipos deben tener oportunidad de poseer el balón, a menos que el equipo que tuvo la primera posesión marque un touchdown.
El procedimiento de "muerte súbita" comienza con un lanzamiento de moneda al aire, para determinar cual de los dos equipos va a comenzar el tiempo extra recibiendo el balón. Si el equipo receptor toma la posesión del balón, puede marcar en su primera ofensiva un gol de campo o un touchdown, pero solo en este último caso obtendrá automáticamente el triunfo. Si no lo hace, la posesión pasa al equipo contrario, que deberá superar en puntos al contrario para obtener el triunfo, pero que resultará derrotado si al finalizar la posesión ha sumado menos puntos. Si el empate persiste y se trata de partidos de temporada o pretemporada, debe completarse un tiempo de quince minutos, hasta que alguno de los dos equipos obtenga la primera diferencia, mediante un safety, un gol de campo o un touchdown. Finalizado el tiempo extra de 10 minutos, sin que ninguno de los dos equipos haya logrado el triunfo, el partido se considerará empatado. En la postemporada (playoffs), no se admite el empate, y se deben jugar tantos tiempos extras de 15 minutos como sean necesarios hasta que algunos de los dos equipos obtenga una ventaja. En el tiempo extra, las jugadas no podrán ser retada por ninguno de los entrenadores en jefe.
Entretanto, en la NCAA (fútbol americano universitario) y la CFL se jugarán cuantos tiempos extras sean necesarios para desempatar. En ese caso el primer equipo en anotar no gana el partido, puesto que ambos tendrán oportunidad de anotar puntos. Los equipos comenzarán las series ofensivas desde la línea de la yarda 25 del otro equipo. Quien consiga más diferencia mediante un TD, gol de campo o un safety ganará el partido. Si el partido sigue empatado después de dos tiempos extras en la NCAA, los equipos no pueden patear un punto extra después de anotar un touchdown; en vez de eso, tienen que intentar una conversión de dos puntos. Al partir de la temporada 2019–20 de la fútbol americano NCAA, los partidos que entrar el quinto período extra son decididos por una tanda de conversiones de dos puntos (este regla sería usado también para cada período extra en la XFL).

## Hockey sobre hielo
En el caso de hockey sobre hielo, la National Hockey League estableció un sistema de prórrogas en la temporada 1983/84. En partidos de la pretemporada y la temporada regular, los partidos se desempatan mediante un periodo extra de 5 minutos de tiempo efectivo. Cuando un equipo anota un gol, el partido ha terminado. Si ningún equipo anota en los 5 minutos del período extra, el partido va a una tanda penal que tiene un mínimo de tres rondas; el equipo que anota más goles en la tanda gana el partido. En la postemporada, se disputan un período extra de 20 minutos de tiempo efectivo; períodos adicionales de 20 minutos son jugados hasta un equipo anota un gol.
Cuando la NHL introdujo el período extra, hubo cinco jugadores de campo por equipo en el hielo; si ningún equipo anotó en el período extra, el partido terminó en un empate (la posibilidad de un empate se abolió antes de la temporada 2005-06). En la temporada 2000-01 se decidió que la prórroga en partidos de temporada regular se disputará con cuatro jugadores de campo por equipo, en lugar de los cinco jugadores de campo habituales. En la temporada 2015-16 se estableció que la prórroga en partidos de temporada regular se dispute con tres jugadores de campo por equipo. Las prórrogas en partidos de postemporada continúan disputándose con cinco jugadores de campo.
En los partidos de la IIHF, las reglas de prórroga de la temporada regular de la NHL son usados para partidos en la etapa de grupos. Las reglas de prórroga de la postemporada de la NHL son usados para la etapa de la eliminación directa; sin embargo, hay solo un período extra de 20 minutos. Si ningún equipo anota en este período extra, el partido va a la tanda penal.